# رمانسرو

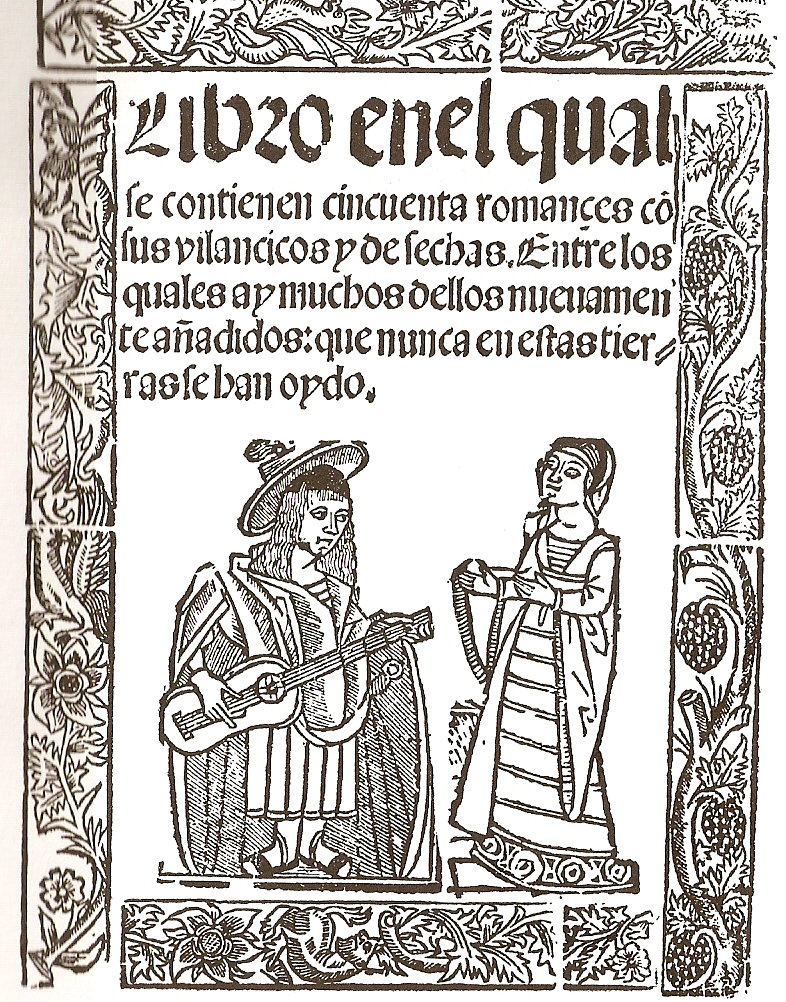
با توجه به ساز و نوع پوشش فرد سمت چپ در تصویر میتوان ارتباط آن را با هنر و کشور اسپانیا را درک کرد

رمانسرو (اسپانیایی: Romancero‎)، مجموعه قصاید و چکامه‌های رومانس منتشر شده است.

## رمانسرو
مجموعه‌ای از عاشقانه‌های اسپانیایی است، نوعی تصنیف عامیانه (روایت آواز) است.
رمانسرو به‌عنوان مجموعه‌ای متمایز از ادبیات، مضامینی مانند جنگ، افتخار، اشرافیت و قهرمانی را از شعر حماسی، به‌ویژه کنتار د ژستا و رمانس جوانمردانه قرون وسطایی به عاریت گرفته‌اند.
زمانی تصور می‌شد که رمانسرو به زمان قبل از اولین cantares اسپانیایی قدیمی، مانند Poema del Cid باز می‌گردد، اما اکنون استدلال می‌شود که آنها در عوض جانشین ژانرهای واقعاً حماسی جوانمردانه هستند. اولین نمونه‌های عاشقانه‌ها به قرن چهاردهم برمی‌گردد، و برخی از آن‌ها روایت‌های کوتاهی از داستان‌ها هستند که از cantares و عاشقانه‌ها استخراج شده‌اند. بسیاری از داستان‌ها در پس‌زمینه Reconquista اتفاق می‌افتند و اسپانیایی‌ها و مورها را در تضاد یا عشق نشان می‌دهند، در حالی که برخی دیگر مضامین خود را از موضوع بریتانیا یا موضوع فرانسه می‌گیرند.
رمانسرو gitano (Gypsy Romancero) عنوان کتابی از ترانه‌های فدریکو گارسیا لورکا است که بسیاری از آنها مضامینی برگرفته از زندگی و فرهنگ کولی‌های اندلس دارند.